# Shangguan
Shangguan (chiń. 上官太皇太后; ur. 90 p.n.e., zm. 37 p.n.e.) – znana również jako cesarzowa Shangguan (上官皇后), cesarzowa Xiaozhao (孝昭皇后) i cesarzowa wdowa Shangguan (上官太后). Jedyna żona cesarza Chin Zhao i kluczowa figura kilku politycznych incydentów związanych z sukcesją tronu cesarskiego.

## Pochodzenie
Obaj dziadkowie przyszłej cesarzowej Shangguan Jie i Huo Guang byli regentami w czasie małoletności cesarza Zhao, który wstąpił na tron w 87 roku p.n.e. jako siedmiolatek.
Nie jest jasne kiedy jej rodzice wzięli ślub, ale nie ulega wątpliwości, że byli jednymi z czołowych urzędników cesarza Wu i jego bliskimi przyjaciółmi. Jednakże, po tym jak Jin przejął większość roli regenta i po jego śmierci, doszło do konfliktu pomiędzy przyjaciółmi - Shangguan Jie był niezadowolony ze spadku swojego znaczenia i tego, że jego plan wydania swojej pięcioletniej córki za cesarza został utrącony przez Huo Guanga, który twierdził, że dziewczyna jest zbyt młoda. Jej ojciec starał się przekonać wszystkich do poparcia tego planu. Ojciec przyszłej cesarzowej, Shangguan An był dobrym przyjacielem kochanka siostry i opiekunki cesarza Zhao, księżniczki Evi, Dinga Wairena. Miał on ośmielić Dinga do przedstawienia księżniczce korzyści dla cesarskiej dynastii wynikających z tego małżeństwa – olbrzymi majątek rodu Shangguan stałby się własnością cesarza, a jego żona mogłaby poprosić męża o zgodę na małżeństwo pomiędzy jego siostrą a jej kochankiem. Księżniczka Eyi wyraziła zgodę i w 84 roku p.n.e. młoda Shangguan została cesarską konkubiną, a w niecały rok później otrzymała tytuł cesarzowej.

## Cesarzowa
Z powodu młodego wieku pary cesarskiej niezwykłe było to jak wcześnie Shangguan zdobyła tak znaczną władzę w pałacu wkrótce po tym jak została cesarzową. W 80 roku p.n.e. przeżyła pierwszą tragedię z szeregu następnych składających się na jej obfite w smutek życie – zniszczenie rodu Shangguan i egzekucja większości jego członków.
W ramach podziękowanie za pomoc udzieloną w stworzeniu małżeństwa pomiędzy cesarzem a swoją krewną, Shangguanowie chcieli mianować Dinga markizem, ale Huo Guang sprzeciwił się jakiemukolwiek wyniesieniu już i tak dość wpływowego kochanka siostry cesarza. Dlatego rodzina cesarzowej, księżniczka Eyi, książę Dan i Sang Hongyang, zjednoczyli się przeciw Huo Guangowi. W 80 roku p.n.e. książę Dan wysłał raport do cesarza, w którym oskarżył Hao o bezprawne używanie cesarskiej tytulatury „Syna Niebios” i obniżania tym samym autorytetu cesarza. Wkrótce cesarz Zhao nadał całej sprawie bieg i rozpoczęło się śledztwo, Shangguan Jie i Sang aresztowali i niezwłocznie wydali w porozumieniu z cesarzem wyrok ścięcia Huo. Jednakże, po złożeniu cesarzowi raportu z ujęcia Huo konspiratorzy nie nakazali egzekucji, odkładając ją na dzień następny. Cesarz wezwał do siebie Huo i po długiej rozmowie z nim, upewniwszy się co do jego niewinności, przesłał księciu Danowi rozkaz uwolnienia więźnia. Chociaż konspiratorzy nie zostali wykryci, to nie zamierzali pozostawić sprawy swojemu biegowi, a całe imperium było pod wrażeniem mądrości i wyczucia czternastoletniego cesarza.
Rok później wrogowie Huo po raz kolejny podjęli próbę zniesławienia go – księżniczka Eyi zaprosiła regenta na ucztę pod pozorem przeprosin, a tak naprawdę po to by go otruć. Celem konspiratorów było obalenie cesarza Zhao i wyniesienie na jego miejsce księcia Dan jako nowego cesarza. Plany spiskowców ujawnił sługa siostry cesarza, wskutek jego zeznań konspiratorzy zostali pojmani i ścięci. Mimo że nie było żadnych dowodów na jakiekolwiek powiązanie Shangguanów ze spiskiem na życie cesarza, to wskutek nienawiści jego członków do Huo i uczestnictwa w poprzednim spisku, wszyscy członkowie klanu zostali straceni. Uprzedzając wypadki księżniczka Eyi i książę Dan popełnili samobójstwo. Młoda cesarzowa Shangguan uniknęła losu krewnych i szwagierki ze względu na bardzo młody wiek i to, że była wnuczką Huo.
W 74 roku p.n.e. cesarz Zhao zmarł w wieku dwudziestu lat, a jego żona Shangguan, mająca wówczas lat piętnaście została wdową i nigdy więcej nie wyszła już za mąż. Młode małżeństwo było bezdzietne, poza tym cesarz nie miał dzieci z żadną z konkubin. Nie wiadomo czy małżeństwo cesarskiej pary kiedykolwiek zostało skonsumowane, chociaż w ostatnich latach pojawiają się twierdzenia dowodzące, że być może para miała jedno dziecko, córkę, która zmarła wkrótce po porodzie.

## Cesarzowa wdowa
Dziadek nastoletniej cesarzowej odrzucił kandydaturę Liu Xu, księcia Guanling, będącego jedynym żyjącym synem cesarza Wu, tłumacząc to tym, że sam jego ojciec nim gardził. Poza tym książę Guanling znany był ze swojego homoseksualizmu, nadużywania alkoholu i wybuchów gniewu. Uwaga regenta zwróciła się w kierunku Liu He, księcia Changyi, wnuka cesarza Wu. Młoda wdowa prawdopodobnie nie brała udziału w wyborze następnego cesarza, jednak kiedy książę Liu He został cesarzem, została cesarzową-wdową.
Zostawszy cesarzem, książę Liu He zaczął przyznawać najwyższe stanowiska państwowe swoim przyjaciołom i służącym, których sprowadził z Changyi. Młody cesarz nie był w stanie sprostać oczekiwaniom regenta, który miał być zaskoczony i zawiedziony jego brakiem opanowania i nieodpowiednim zachowaniem. Zgodnie z sugestią ministra rolnictwa, Tian Yanniana i po konsultacji z wysokimi urzędnikami, Huo podjął pewne kroki mające na celu obalenie nowego cesarza.
Huo i inni urzędnicy zebrali się by omówić plan obalenia cesarza, zmuszając do współpracy i grożąc niezdecydowanym i niechętnym tak radykalnemu atakowi na władzę cesarza urzędnikom śmiercią w męczarniach. Wówczas wyruszyli w grupie do pałacu cesarzowej wdowy by zawiadomić ją o poczynaniach księcia Liu He. Młoda wdowa miała pochwalić ich za tak szybkie działanie, nakazać niezwłocznie usunąć i aresztować popleczników księcia Liu He z cesarskiego pałacu (miało ich być około dwustu). Po wykonaniu rozkazów młodej cesarzowej wdowy, miała ona wezwać księcia Liu He, który wciąż nie zdawał sobie sprawy z tego co się dzieje. Miał jedynie wrażenie, że coś jest nie tak gdy zobaczył cesarzową wdowę siedzącą na tronie w oficjalnej cesarskiej szacie ze wszystkimi nakazanymi prawem ozdobami w otoczeniu najważniejszych urzędników państwowych.
Huo i ministrowie odczytali przed cesarzową wdową akt usunięcia cesarza z zajmowanego stanowiska. Po wysłuchaniu treści aktu oskarżenia, cesarzowa wdowa Shangguan wypomniała cesarzowi niewdzięczność i przez kilka minut strofowała go w obecności dworu. Akt usunięcia cesarza wymieniał główne zarzuty jakie stawiano cesarzowi:
- odmowę wstrzymania się od spożywania mięsa i sypiania z kobietami na czas żałoby po swoim poprzedniku.
- sfałszowanie Wielkiej Cesarskiej Pieczęci i wręczenie jej kopii swoim zaufanym eunuchom.
- niewłaściwe wynoszenie i nieuczciwe nagradzanie popleczników w czasie żałoby po swoim poprzedniku.
- urządzanie hucznych uczt i granie w gry hazardowe w czasie żałoby po swoim poprzedniku.
- składanie ofiar duchom przodków w czasie żałoby po swoim poprzedniku.

Cesarzowa wdowa w pełni zaakceptowała i uznała za słuszne oskarżenia zawarte w akcie usunięcia cesarza z zajmowanego stanowiska i rozkazała księciu Liu He ustąpić z cesarskiego tronu.
Przez niemal miesiąc – według niektórych kronikarzy nawet dłużej – cesarzowa wdowa Shangguan wysłuchiwała raportów urzędników państwowych, podpisywała dokumenty najwyższej wagi i zarządzała wszystkimi sprawami wewnętrznymi. W tym czasie miała się zainteresować pracami jednego z konfucjańskich klasyków, Xiahou Shenga.
Po usunięciu księcia Liu He z cesarskiego tronu i ze stolicy, Huo Guang po raz kolejny rozpoczął poszukiwania odpowiedniego kandydata na cesarski tron. Nie wiadomo jak te poszukiwania wyglądały, ale po jakimś czasie regent wybrał odpowiedniego kandydata – Liu Bingyie – wnuka dawnego następcy tronu Liu Ju, syna cesarza Wu i cesarzowej Wei Zifu, który popełnił samobójstwo w 91 roku p.n.e. po wznieceniu rzekomej rewolty przeciwko rządom swojego ojca. Przyszły cesarz był ciotecznym wnukiem przez małżeństwo cesarzowej wdowy Shangguan.
Huo Guang przedstawił księcia cesarzowej wdowie, która wyraziła zgodę na uczynienie go cesarzem. Jednakże na dzień przed wstąpieniem na tron nadała mu tytuł markiza Yangwu. Został cesarzem przybierając imię Xuan. Cesarzowa wdowa Shangguan otrzymała tytuł wielkiej cesarzowej wdowy, który nosiła już do końca życia.

## Wielka cesarzowa wdowa
Po wstąpieniu na tron cesarza Xuana, wielka cesarzowa wdowa (będąca jeszcze nastolatką) zamknęła się w jednym ze swoich pałaców, odmawiając tym samym pojawiania się na dworze. Swój czyn usprawiedliwiała chęcią należytego opłakiwania zmarłego męża i wypełniania obowiązków religijnych z dala od oczu dworzan. Jednakże często i z radością przyjmowała u siebie cesarza i jego żonę, cesarzową Xu Pingjun urządzając dla nich uczty. W tych latach miała się zaprzyjaźnić z cesarzową Xu i prawdopodobnie nie brała udziału w spisku swojej babki Xian, która otruła Xu w 71 roku p.n.e. poprzez swoją córkę Huo Chengjun, która wkrótce sama stała się cesarzową. Stosunki wielkiej cesarzowej wdowy z jej ciotką miały być o wiele chłodniejsze od przyjaźni jaką ta darzyła cesarzową Xu.
Huo Guang zmarł w 68 roku p.n.e. a wkrótce po jego śmierci jego synowie, zięciowie i wnukowie jego braci zostali bardzo szybko mianowani markizami. Poziom życia rodu Huo był niezwykle luksusowy i kosztowny, tak że przewyższał on poziom  życia cesarskiego dworu, co bardzo irytowało i smuciło cesarza Xuana, który niezadowolony z arogancji członków tego rodu powoli zaczął pozbawiać ich najwyższych stanowisk.
W 67 roku p.n.e. cesarz Xuan mianowała swojego syna Liu Shi (późniejszego cesarza Yuana) urodzonego przez cesarzową Xu, następcą tronu, co bardzo rozgniewało panią Xian, która namówiła swoją córkę do zamordowania następcy tronu. Mimo jednak podejmowanych prób następca tronu wciąż żył, a do dworu zaczęły napływać plotki o losie jaki zgotowały te dwie kobiety poprzedniej żonie cesarza.
W 66 roku p.n.e. pani Xian ujawniła swoim synom i najbliższej rodzinie prawdę o śmierci poprzedniej cesarzowej. W strachu, że cesarz mógł już zdobyć niepodważalny dowód jej winy, pani Xian i ród Huo zorganizowali spisek mający na celu obalenie cesarza. Częścią ich planu było poproszenie wielkiej cesarzowej wdowy Shangguan o zaproszenie babki obecnego cesarza, pani Wang, pierwszego ministra Wei Xianga oraz żyjących jeszcze ojca i teścia cesarzowej Wu po to by ich zabić (byli uważani przez klan Hou za możliwych oponentów), obalić cesarza i zmusić go do adoptowania syna pani Xian, Huo Yu i uznania za prawowitego cesarza. Spisek wkrótce został odkryty, a cały klan Huo został stracony, co pozostawiło wielką cesarzową wdowę Shangguan, która najprawdopodobniej nie wiedziała niczego o planach swojej babki, bez jakiegokolwiek żyjącego członka rodziny.
Ostatnim wydarzeniem  z jej życia o jakim wiemy była śmierć jej nauczyciela Xiahou, którą wielka cesarzowa wdowa uczciła założeniem żałobnych szat. Sama Shangguan zmarła pod koniec 37 roku p.n.e. za czasów panowania syna cesarza Xuana, cesarza Yuana i została pochowana wraz ze swym mężem.